# Hisøy
Hisøy også kaldt Hisøya, er sammen med Tromøy to store øer ud for Arendal centrum i Agder fylke i Norge. Mellem dem er Galtesund som er en af to indsejlinger til byen, og øerne gør Arendal til en lun havn.

## Navnet
Det indoeuropæiske ord his (den avskårne), skal være oprindelsen til øens navn; Når en flod deler sig og går rundt om en ø, kaldes dette en his.

## Geografi
Hisøy er som ø ganske speciel ved at den har flodløb og en sø på indersiden, og fjorde og hav på modsatte side. Nidelvens to udløb, søen Hølen, Arendals havnebassin, Galtesund og Havsøysund, er farvande som grænser mod Hisøy. Lille- og Store Torungen fyr, Havsøya og Gjervoldsøy, hører til Hisøy, og har alle bevaringsværdig bebyggelse.

## Historie
Fra gammelt tid var Hisøy en del af den tidligere kommune Øyestad, men blev selvstændigt sogn i 1847, og eget prestegjeld i 1872. Hisøy var sammen med Froland, Fjære og Øyestad en del af Øyestad formandskabsdistrikt fra 1837. Fjære blev selvstændig kommune i 1846. I 1850 blev også Froland skilt ud mens Hisøy og Øyestad fortsat var én enhed. 1. januar 1881 blev Hisøy skilt ud som selvstændig kommune. 1. januar 1992 blev Hisøy, Arendal, Moland, Tromøy og Øyestad slået sammen til nutidens Arendal kommune.

### Minedrift
I 1646 rejste Christian 4. til Norge for at lede efter guld på Hisøy. Der blev åbnet en mine i Vragvika, og noget guld blev fundet. Efter at kongen døde i 1647 forsvandt interessen for minen, og den blev efterhånden nedlagt.

## Kystfort
I 1941 byggede den tyske okkupationmagt et kystfort ved Sandviga for at sikre indsejlingen gennem Galtesund.

## Bebyggelse
Hisøys bybebyggelse nær Arendal centrum har fungeret som en forstad til Arendal by. Byen Arendal lå omkring havnebassinet, fordelt på flere kommuner. I 1700-tallet var der købmandsgårde i Kolbjørnsvik, som formelt set hørte til byen Arendal. Kolbjørnsvik, Sandviga, Gullsmedenga, His og Flødevigen er kendte steder på Hisøy. Nærmest al bebyggelse på Hisøy ligger i Arendals byområde.
Båden Kolbjørn har i mere end hundrede år sørget for transport tværs over Arendals havnebassin til nabokommunen Hisøy og dens kommunecenter Kolbjørnsvik.

## Billeder
- Kolbjørn går mellem Arendal sentrum og Kolbjørnsvik på Hisøy 
Foto: Karl Ragnar Gjertsen
- Billede taget fra Kittelsbukt 
Foto: KEN
- Hisøy kirke 
Foto: Karl Ragnar Gjertsen
- Kitron er en af Hisøys største virksomheder 
Foto: KEN
- Sandvigodden fyr i Sandviga 
Foto: Dag Terje Filip Endresen
- Galtesund går mellem Tromøy (venstre) og Hisøy (højre) 
Foto: Karl Ragnar Gjertsen
- Kolbjørnsvik var kommunecenter i den tidligere Hisøy kommune 
Foto: Karl Ragnar Gjertsen
- Gjervoldsøy er en af de mindre øer ved Hisøy som er afskilt med små kanaler 
Foto: Karl Ragnar Gjertsen